# Nucula oppressa
Nucula oppressa is een tweekleppigensoort uit de familie van de Nuculidae. De wetenschappelijke naam van de soort is voor het eerst geldig gepubliceerd in 1991 door Bergmans.